# Pierre Dams
Pierre-Ernest Dams (Remich, 14 september 1794 - Jarville-la-Malgrange, 20 december 1855) was lid van het Belgisch Nationaal Congres en volksvertegenwoordiger.

## Levensloop
Dams werd licentiaat in de rechten in 1817 en werd advocaat. In 1824 werd hij vrederechter in Grevenmacher en in 1830 in Remich, waar hij bleef tot in 1839.
In 1830 werd hij verkozen tot lid van het Nationaal Congres voor het arrondissement Grevenmacher. Hij stemde voor de onafhankelijkheidsverklaring en voor de eeuwigdurende verwijdering van de Nassaus, voor de kandidaat-koning hertog van Nemours, voor de regent Surlet de Chokier, voor de kandidaat-koning Leopold van Saksen Coburg maar tegen de aanvaarding van het Verdrag der XVIII artikelen.
Hij was volksvertegenwoordiger voor het arrondissement Grevenmacher van 1831 tot 1837.